# Telesphore Placidus Toppo
Telesphore Placidus Toppo (Chainpur, 15 oktober 1939 – Ranchi, 4 oktober 2023) was een Indiaas geestelijke en een kardinaal van de Rooms-Katholieke Kerk.

## Afkomst en opleiding
Toppo is geboren als achtste van de tien kinderen van Ambrose Toppo en Sofia Xalxo. Hij bezocht het aan de heilige Franciscus Xaverius gewijde seminarie van Ranchi. Hij studeerde vervolgens aan de Pauselijke Urbaniana Universiteit in Rome, waar hij een licentiaat in de theologie behaalde. Aan de universiteit van Ranchi behaalde hij vervolgens een mastergraad geschiedeniswetenschap.
Toppo werd op 3 mei 1969 priester gewijd door de Zwitserse bisschop Franciskus von Streng, emeritus-bisschop van Bazel en op dat moment rector van het seminarie van Ranchi.

## Bisschop en kardinaal
Paus Paulus VI benoemde Toppo op 8 juni 1978 tot bisschop van Dumka. Hij ontving zijn bisschopswijding op 7 oktober 1978 uit handen van de aartsbisschop van Ranchi, Pius Kerketta SJ. Als bisschoppelijke wapenspreuk koos hij Parare Viam Domini (Bereidt de Weg van de Heer, uit Jesaja 40,3). Op 8 november 1984 werd Toppo benoemd tot aartsbisschop-coadjutor van Ranchi. Toen Kerketta op 7 augustus 1985 met emeritaat ging, volgde Toppo hem op als aartsbisschop.
Toppo werd tijdens het consistorie van 21 oktober 2003 kardinaal gecreëerd. Hij kreeg de rang van kardinaal-priester. Zijn titelkerk werd de Sacro Cuore di Gesù agonizzante a Vitinia. Toppo nam deel aan het conclaaf van 2005 dat leidde tot de verkiezing van paus Benedictus XVI en aan dat van 2013 waarbij paus Franciscus werd gekozen.
Van 2004 tot 2008 was Toppo voorzitter van de Indiase bisschoppenconferentie.
Toppo ging op 24 juni 2018 met emeritaat. Hij overleed in 2023 op 83-jarige leeftijd.
- Gemeinsame Normdatei: 1073534448
- Virtual International Authority File: 316531388